# 石排灣圓形地
石排灣圓形地（葡萄牙語：Rotunda da  Seac Pai Van），是位於澳門聖方濟各堂區的一個迴旋處，位於石排灣北面。圓形地東端連接九澳高頂馬路，南端連接和諧廣場，西端連接石排灣馬路，北端連接路氹連貫公路。
聖母像及拜苦路碑（葡萄牙語：Estátua de Nossa Senhora e placas de Via-Sacra）是位於石排灣圓形地的花圃，中央樹立來自葡萄牙的聖母瑪莉亞石像。

## 圓形地
- 1969年秋，路氹連貫公路正式通車，連接氹仔和路環。

## 聖母像及拜苦路碑
- 聖母像及拜苦路碑位於路氹連貫公路路環迴旋處石排灣圓形地。爲紀念聖母瑪莉亞，1983年9月8日由天主教信徒集資辟建花圃，在圓形地中央樹立由葡萄牙運來的聖母石像[1]。
- 1986年9月8日，爲紀念聖母誕生二千年，由意大利、日本、澳門、香港、新西蘭、西德及北美洲等地區的天主教信徒捐獻出一座耶穌塑像及14幅雲石浮雕，環立在聖母像周圍，增添宗教氣氛。這些石雕統稱“拜苦路碑”。有稱「拜苦路碑」設於此處，是希望保佑連貫公路來往車輛安全[1]。
- 爲配合路氹連貫公路擴闊工程，1998年間曾一度遷至石排灣郊野公園設置[1]。

### 修復工作
- 2023年7月17日，有市民在網上發貼文指，驚見歷史悠久的石排灣圓形地聖母像及拜苦路碑因施工被全數挖掘拆除，貼文獲廣泛迴響。市政署隨後回應指，聖母像及拜苦路碑受颱風吹襲受到一定程度損壞，以及配合公共建設局正於石排灣圓形地開展輕軌石排灣線工程。市政署在教會的指導下經具修復雕像經驗及技術的承判商執行修復工作，之後將會修葺及美化原址，再按天主教澳門教區意見，以原位及原佈局安放修復後的聖母像及拜苦路碑[2][3][4]。
- 2023年9月7日，路環石排灣圓形地苦路碑、苦難耶穌像及聖母像修復工作已完成，按原位原佈局安放。市政署聯同天主教澳門教區人員到現場檢視，並修復效果表示滿意[5][6][7]。

## 途經公共巴士路線
C688 和諧廣場／業興大廈（Al. da Harmonia／Edf. Ip Heng）
路線：15、15T、21A、25、26、26A、50、51、51A、52、56、59、N3、N5
C689 和諧廣場／樂群樓（Al. da Harmonia／Edf. Lok Kuan）
路線：15、15S、15T、21A、25、25AX、26、26A、50、51、51A、51X、52、56、59、N3、N5

## 參看
- 路氹城
- 石排灣 (澳門)
- █  石排灣線